# Sastmola

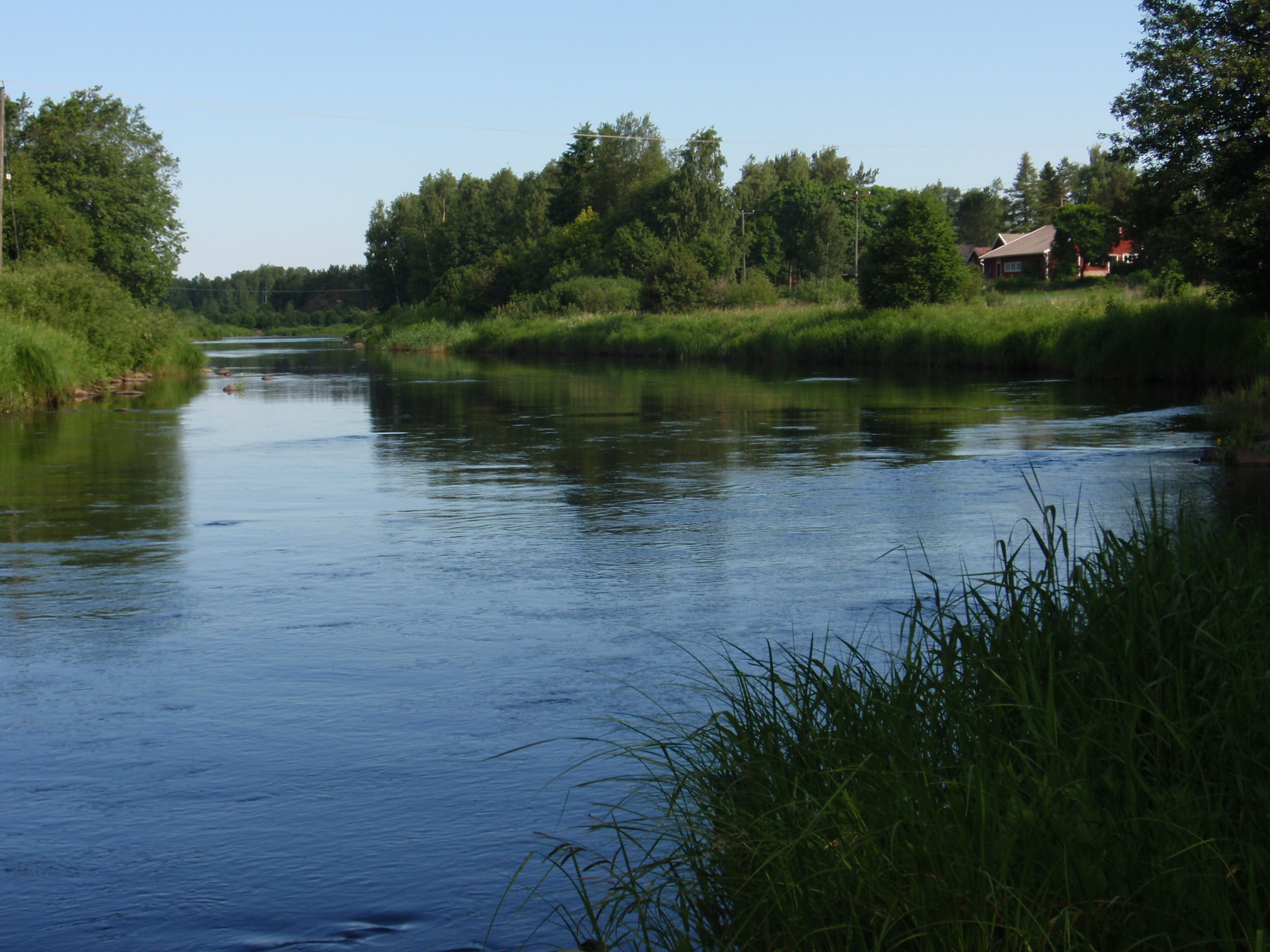
Sastmola å i Sastmola

Sastmola (finska: Merikarvia) är en kommun i landskapet Satakunta i Finland. Folkmängden i Sastmola kommun uppgår till 2 966 invånare, och den totala arealen utgörs av 1 246,22 km². Folkmängden i tätorten Sastmola kyrkoby uppgick den 31 december 2012 till 1 832 invånare, landarealen utgjordes av 9,47  km² och folktätheten uppgick till 193,5 invånare/ km². Sastmola kommun är belägen invid Bottenvikens strand, cirka 53 kilometer norr om Björneborg. Kommunen gränsar till Siikais kommun, Björneborgs stad och Kristinestad stad.
Sastmola kommun ingår i Björneborgs ekonomiska region.
Sastmola kommuns språkliga status är enspråkig finsk.

## Historia
Sastmola hade år 1540 i sina fyra byar 26 gårdar. Egen församling blev Sastmola år 1639 och för den byggdes en ny kyrka, som stod färdig år 1667, med plats för 300 åhörare. Kyrkan hade åtta bänkar för männen och tio för kvinnorna. Kyrkan var egentligen inte så stor, men bonde- och fiskebefolkningen var inte större. I äldre tider utgjorde fisket en viktig näring, liksom båt- och skeppsbygge.
Korskyrkan i Sastmola av i dag är en av Finlands största träkyrkor. I kyrkan finns 2 400 sittplatser. Den uppfördes år 1899 och är den fjärde kyrkan på samma plats. Det första kapellet hade byggts redan på 1400-talet, då platsen ännu var en ö. Man följde arkitekt Johan Nordstrands ritningar. Klockstapeln är från år 1814. Altartavlan, som är målad av August Ahlstedt och flyttad från den tidigare kyrkan, föreställer Kristi uppståndelse. Från gamla kyrkan härstammar också en Kristusstaty och fyra av kyrkans takkronor.
Långfors pappersbruk verkade under åren 1840-1873.
Några lokala kändisar är allmogeförfattaren Mathilda Roslin-Kalliola (1837-1923) och väckelsepredikanten Anna Rogel (1751-1784) från Nederbyn i Sastmola. Den senare lockade hundratals, kanske tusentals människor till sin sjukbädd. Hennes levnadsöde har intresserat och intresserar ännu i dag forskare i Finland och Sverige.
Sastmola var långt in i tiden en tvåspråkig socken. Namn på byar, ängar, åkrar och skär har till och med en svensk dominans i stora delar av socknen, även om många numera helt har förfinskats eller förvrängts såsom Lankoski (Laankåsk=Långfors). Släktförbindelserna över landskapsgränsen till Österbotten har historiskt varit mycket omfattande. Knappt någon sydösterbottning saknar band till de nordliga satakundaborna.
År 2003 var det 700 år sedan det första dokumentet över den här regionen skrevs. Den ges oss i ett brev på latin från kung Birger Magnusson till hövitsmannen Nils Andersson i Finland. I detta brev, som är skrivet i Stockholm den 1 juni 1303, ger kungen jordägarna Michael av Lappafjärd (Lappfjärd), Andar av Sastamall (Sastmola) och Tobbe av Teuka (Tjöck) rätt att fortfarande utan hinder få till odling begagna skogsmarkerna i Tavastland.

## Sastmola församling

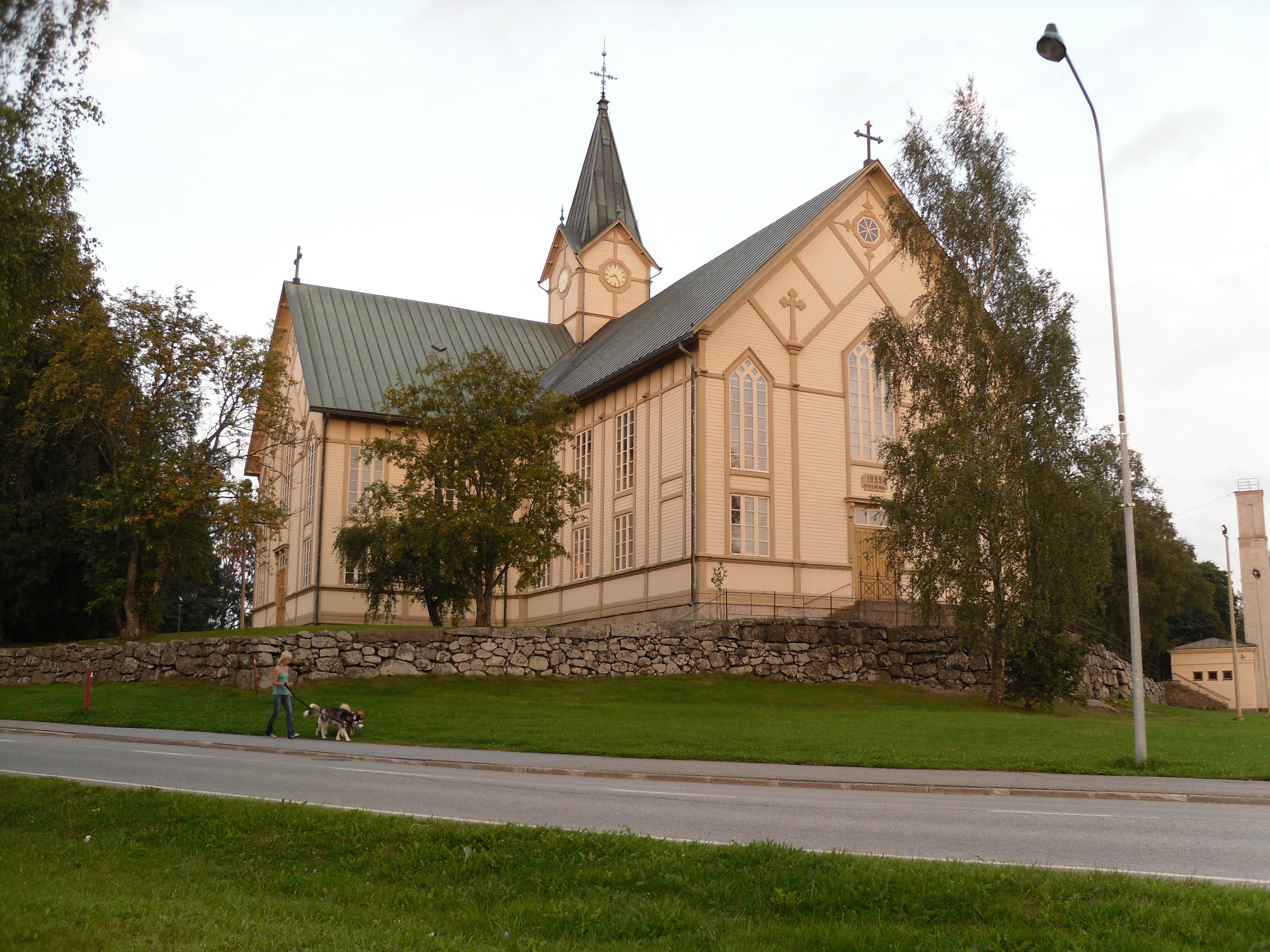
Sastmola kyrka av trä.

Sastmola omnämns redan år 1351 som kapellförsamling under Ulvsby församling. Avskildes som en egen kyrksocken år 1639. Siikais kapellförsamling grundades i Sastmola församling år 1772, och avskildes till egen kyrksocken 1861. Den första kyrkan Sofia Magdalena kyrka var färdigbyggd 1776 och kallades Sofia Magdalena efter den dåvarande svenska drottningen.
Byar som har tillhört Sastmola församling i äldre tider: Alakylä (sv. Nederbyn), Etelämaa, Filpula (fi. Vilppula),(fi. Honkajärvi, Trolls gårdsgrupp (fi. Trollsi), Torsby (fi. Tuorila), Nederby också Ytterby ((fi. Alakylä)), Långfors (fi. Lankoski) gårdsgrupp, Svansby gårdsgrupp med namn efter fågeln (fi. Honkajärvi) Svansby (fi. Honkajärvi) byn har svenskt namn efter fågeln, Kangasniemi, Kasaböle (fi. Kasala), Gördböle  (fi. Köörtilä), Lammela, Långfors (fi. Lankoski), Lauttijärvi, Peippu, Risby (fi. Riispyy), Torsby (föråldrat namn som också bedömts som återupptaget) (fi. Tuorila) och Överby (fi. Ylikylä)

## Geografiska namn
Då Sastmola tidigare hade en stor svensk befolkning längs kusten finns många namn också på svenska t.ex. Bogaskär ö och egendom (fi. Pooskeri). Här finns också öar som Hallonskär (fi. Halluskeri), Hamnholm (fi. Haminaholma), (Kasa) Storbådan (fi. Isopoda eller Kasapoda), Malmskär (fi. Malskeri), Skarvörarna (fi. Ouran saaristo), Stacken (fi. Stakki) och Sältö (fi. Sälttöö),  samt vattendraget Kasaböle å (fi. Kasalanjoki).

## Styre och politik

### Mandatfördelning i Sastmola kommun, valen 1976–2021
| 6 | 5 |  | 8 |  | 6 |

| 6 | 6 |  | 8 | 6 |

| 4 | 7 |  | 9 | 6 |

| 4 | 7 | 11 | 5 |

| 3 | 9 | 10 | 5 |

| 2 | 7 | 12 | 6 |

| 1 | 4 | 2 | 10 | 1 | 3 |

| 1 | 6 | 2 | 9 | 3 |

| 15 | 6 |

| 7 | 10 | 4 |

| 15 | 6 |

| 7 | 2 | 9 | 3 |

| 14 | 7 |

| 7 | 1 | 11 | 2 |

| 13 | 8 |

| 7 | 1 | 9 | 4 |

| 13 | 8 |

### Vänorter
Sastmola kommun har följande två vänorter:
- Söderhamn, Sverige.
- Pühalepa, Estland.

## Befolkningsutveckling
| Befolkningsutvecklingen i Sastmola kommun 1975–2020                                                          | Befolkningsutvecklingen i Sastmola kommun 1975–2020 | Befolkningsutvecklingen i Sastmola kommun 1975–2020 | Befolkningsutvecklingen i Sastmola kommun 1975–2020 | Befolkningsutvecklingen i Sastmola kommun 1975–2020 |
| --- | --------------------------------------------------- | --------------------------------------------------- | --------------------------------------------------- | --------------------------------------------------- |
| |                                                     |                                                     |                                                     |                                                     |
| År |                                                     |                                                     | Folkmängd                                           |                                                     |
| 1975 | 1975                                                |                                                     | 4 300                                               |                                                     |
| 1980 | 1980                                                |                                                     | 4 150                                               |                                                     |
| 1985 | 1985                                                |                                                     | 4 189                                               |                                                     |
| 1990 | 1990                                                |                                                     | 4 187                                               |                                                     |
| 1995 | 1995                                                |                                                     | 4 088                                               |                                                     |
| 2000 | 2000                                                |                                                     | 3 811                                               |                                                     |
| 2005 | 2005                                                |                                                     | 3 582                                               |                                                     |
| 2010 | 2010                                                |                                                     | 3 347                                               |                                                     |
| 2015 | 2015                                                |                                                     | 3 185                                               |                                                     |
| 2020 | 2020                                                |                                                     | 3 066                                               |                                                     |
| Anm: Uppgifterna avser förhållandena den 31 december nämnda år enligt områdesindelningen den 1 januari 2022. |                                                     |                                                     |                                                     |                                                     |

## Om Kasaböle by
Allra längst i norr av Sastmola kommun ligger byn Kasaböle. Två tredjedelar av befolkningen i byn var svenskspråkig för lite mer än ett sekel sedan. Byn har därefter småningom förfinskats, så att det återstår bara en folkspillra svenskspråkiga kvar. Svenska skolan i Kasaböle var verksam under åren 1898-1967. Det är intressant att notera att ”Ålandskungen” Julius Sundblom förde protokollet då det svenska skoldistriktet i Sastmola bildades året före, folkskolläraren Mikael Gran från Sideby höll i klubban. Till skolans direktion och garantiförening har bland annat hört August Lindström och hans broder Edvard Lindström-Peltomäki. Den senare skänkte 1908 tomt till skolan. Lennart Appelö (1894-1968) ifrån Sideby tjänstgjorde som lärare i 39 år (1920-1959), tillsammans med sin hustru Edith, född Michelsén.
Kasaböle svenska uf (ungdomsförening) bildades år 1931. Året efter inköptes en bostadsbyggnad i byn, som efter ombyggnad fick namnet Stentorp. Verksamheten blev den för ungdomsföreningar vanliga, det vill säga dans, programfester, teater och föreningsutfärder till de närbelägna svenska ungdomsföreningarna på den andra sidan länsgränsen i Sydösterbotten. Nedgången kom med utflyttning av svenska ungdomar, främst emigrationen till Sverige efter andra världskriget.

## Dagstidningar
Merikarvia-lehti är en lokal finskspråkig dagstidning som ges ut i Sastmola. Tidningen utkommer en gång i veckan (torsdagar). Upplagan ligger på cirka 3 124 exemplar.